# Riera de San Jaime
La riera de San Jaime (en catalán: riera de Sant Jaume) es un curso fluvial entre los municipios de Viladecaballs y Olesa de Montserrat (provincia de Barcelona) en la cordillera Prelitoral Catalana. Nace como continuación de la riera de la Torre, que recoge varios torrentes a la altura de Pedrera del Mimó, ya sobrepasado el Puig Ventós, al oeste, y la sierra de Collcardús, al este. Desemboca en la riera de Gaià cuando forma la riera del Morral del Molino que desemboca en el río Llobregat. Su curso discurre en dirección norte-sur.
Es un espacio con una fuerte actividad humana, puesto que discurren por su cuenca las carreteras comarcales B-120 y B-120 y por su tramo norte la autovía C-16 y la vía férrea de la línea Barcelona-Vallès de los Ferrocarriles de la Generalidad de Cataluña (FGC). Debido a la imminencia de la construcción del cuarto cinturón se ha propuesto la construcción de un nuevo viaducto que supere y conserve el valor geológico y biológico de la zona

## Geología
Su geología es característica y tiene un elevado valor didáctico porque se pueden observar prácticamente verticales varias capas de diferente composición geológica. sucesiones de materiales análogas desde los Sudetes hasta el Marruecos, otros lugares en Cataluña pueden ser las del Figaró-Montmany. Son características la «formación Mediona» (Paleoceno) y «Brechas del Cairat» (Eoceno inferior), así como la presencia de bandas sedimentarias del Butsandstein, Muschelkalk (Triásico) y probablemente el Keuper (Triásico) Algunas de las infraestructuras que atraviesan la riera de San Jaime cortan estas capas prácticamente verticales, cosa que permite observar e identificar los procesos tectónicos que originaron su elevación.

## Flora
Se ha descrito la presencia de poblaciones exógenas de cervina (Coronopus didymus (L.) Sm. crucíferas), palo-santo (Diospyros lotus L., Ebenaceae) y té de México (Dysphania ambrosioides).